# يونس بن جبير
يونس بن جبير، أبو غلاب البصري الباهلي من رواة الحديث الثقات، أحد التابعين وكان ثبتا. مات بعد التسعين وأوصى أن يصلي عليه أنس.

## روايته للحديث النبوي
- رَوَى عَن: البراء بن عازب، وجندب بن عبد الله البجلي، وحطان بن عَبد الله الرقاشي، وعبد الله بن عمر بن الخطاب، وكثير بن الصلت، ومحمد بن سعد بن أبي وقاص، وحكى صلاة أبي موسى الأشعري بأصبهان.
- رَوَى عَنه: حميد بن هلال العدوي، وعبد الله بن عون، وقتادة بن دعامة، ومحمد بن سيرين.[3]

## أقوال العلماء فيه
الجرح والتعديل
- أبو حاتم بن حبان البستي: ذكره في الثقات.
- أحمد بن حنبل: كان ذا ثبت.
- أحمد بن شعيب النسائي: ثقة ثبت.
- أحمد بن صالح الجيلي: ثقة.
- ابن حجر العسقلاني: ثقة.
- الذهبي: ثقة.
- محمد بن سعد كاتب الواقدي: ثقة.
- محمد بن سيرين البصري: ثبت.
- يحيى بن معين: ثقة.